# Princess Kathleen
El SS Princess Kathleen fue un barco de vapor de pasajeros y carga propiedad de Canadian Pacific Steamships y operado por esta compañía. Prestó servicios a las comunidades costeras de Columbia Británica, Alaska y Washington. El rey Jorge VI del Reino Unido y la reina Isabel Bowes-Lyon viajaron a bordo del Princess Kathleen en ruta a Victoria en 1939.

## Hundimiento

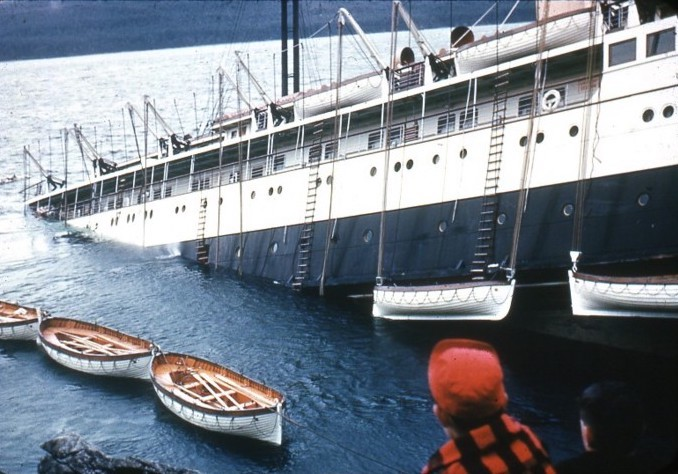
Una fotografía del hundimiento

Canadian Pacific lo transfirió en 1949 al servicio de crucero Vancouver-Alaska a lo largo del Pasaje Interior. Fue durante esta ruta, a las 03:00 hora local del 7 de septiembre de 1952, cuando el Princess Kathleen encalló en Lena Point, en el canal de Lynn de Alaska, durante la marea baja; más tarde se determinó que el radar no estaba operativo en el momento del encallamiento. 
La Guardia Costera de los Estados Unidos fue alertada dos horas más tarde y un cúter de rescate llegó a las 06:30. La tripulación intentó dar marcha atrás frente a Lena Point, sin embargo, cuando subió la marea, su popa se inundó. Todos los pasajeros y la tripulación fueron transferidos a botes salvavidas y a tierra mientras el barco se deslizaba hacia aguas más profundas y luego se hundía de popa.
El pecio del Princess Kathleen se encuentra a unos 15-30 m de profundidad y es accesible para buceadores; sin embargo, las mareas y corrientes en las inmediaciones de Lena Point son fuertes. En 2010, cuando se determinó que existía una amenaza significativa de una gran fuga, una operación de salvamento recuperó 490.000 litros de productos derivados del petróleo del naufragio.